# C26H28O5
化学式C26H28O5（摩尔质量：420.5 g/mol）可能指：
- 甘草茎醇A，CAS号：877373-00-7
- 鱼藤属异黄酮A，CAS号：246870-74-6
- 2,3,5-三-O-苄基-D-阿拉伯糖，CAS号：37776-25-3
- 2,3,5-三-O-苄基-D-核糖，CAS号：54623-25-5
- 2,3,4-三-O-苄基-D-木糖，CAS号：58645-17-3
- 2,3,5-三-O-苄基-D-木糖，CAS号：101703-62-2

|  | 这个同类索引页列出了具有相同分子式的化学物（即同分異構體）条目。 除非您是有意链接至本页，否则应将相应条目的内部链接指向正确的条目。 |